# مايك كينغ (صحفي رياضي)
مايك كينغ (بالإنجليزية: Mike King)‏ هو صحفي رياضي أمريكي، ولد في 26 أبريل 1958.